# Контарев, Валентин Семёнович
Валентин Семёнович Контарев (9 июня 1888, Голубинское, Второй Донской округ, Область Войска Донского, Российская империя — 26 ноября 1968, Сухуми, Абхазская АССР, ГрузССР, СССР) — русский и советский художник. Работал преимущественно в жанре пейзажа, занимался художественной обработкой металла.  Стоял у истоков создания Сухумского художественного училища. Вёл преподавательскую деятельность.

## Биография
Происходил из донских казаков, дворянин, родился в зажиточной семье. В детстве был занят традиционными конными упражнениями с саблей и пикой.
В 1907—1912 годы обучался живописи и скульптуре в Московское училище живописи, ваяния и зодчества у К. Коровина, В. Серова, П. Трубецкого. Участвовал в выставках с 1914 года.
В 1910—1912 годы на деньги родителей совершал летние путешествия по Ближнему Востоку: добрался до верховьев Нила, пешком дошёл до Сирии, до Афганистана, кочуя с дервишами и продавая на рынках свои этюды. В Дамаске он учится варке стали и чернению, что пригодится ему в будущем. В конце своего путешествия он оказался в Индии, откуда вернулся в Россию, где был взят в донские воинские части и оказался с ними на стороне белых.
В 1919 году окончил отделение истории искусства Московского археологического института.
Прошёл 4 курса на медицинском факультете Донского университета, а также окончил полный курс консерватории Ростовского отделения ИРМО по классу скрипки.
В 1924 году участвовал в конкурсе на создание памятника В. И. Ленину в райцентре Серебряково (Усть-Медведицкого округа ?), где получил первую премию.
С 1925 года жил и работал Сухуме — преподавал в художественной школе историю искусств, анатомию, графику и композицию. Среди его известных учеников — Лео Шервашидзе и Ольга Брендель. Являлся одним из организаторов Союза художников Абхазии, при жизни участвовал во всех его выставках.
Валентин Семёнович был среднего роста, кряжистый, с очень развитыми кистями рук, в которых была неимоверная сила. У него были гладкие волосы, зачёсанные назад, и великолепные синие глаза, по-настоящему синие глаза, как небо, добрые и весёлые. Взгляд его был исподлобья. Ходил он всегда в «толстовке». Зимой на его плечах появлялась бурка, а на голове — баранья шапка, подчёркивая этим, что он донской казак; — ученица Контарева, художница Ольга Брендель
 .
В Сухуми в Рыбном переулке открыл мастерскую по металлу — сначала работал как мастер-жестянщик, а затем стал занимался художественной обработкой металла и имел свою ювелирно-граверную мастерскую: делал кинжалы из кости, ручки которых были выполнены из чернёного серебра, чеканные серебряные кавказские пояса и другие вещи (до нашего времени не сохранились).
Являлся близким другом врача коллекционера Езекиля Лазаревича Фишкова, который приобрёл большое количество его живописных работ. Вероятно, именно под его влиянием Фишков и увлекся искусством.
Во дворе дома Е. Фишкова, построенного в 1929 году в стиле конструктивизма, стоял такой же дом, выполненный в миниатюре. Именно в нём первое десятилетие своего пребывания в Сухуми и жил Контарев. Всегда у него в гостях было много художников, бывали и врачи. Так, хирург Варлам Шервашидзе часто обращался в Контареву, как не только талантливому художнику, но и человеку с медицинским образованием — просил сделать зарисовки во время проводимых им операций.
Каждое лето с этюдником отправлялся в горы, где писал с натуры, а зимой по этюдам писал большие холсты. Любил бывать на природе и был великолепным охотником.
В 1934 году состоялась персональная выставка Валентина Контарева. Известны его живописные и графические работы этого времени: «Осенний мотив» (1926), «Автопортрет» (1927), «Альпийские луга», «Гора Химста» (1928), «Озеро и ледник на вершине горы Дзыхвы» (1928), «Марухский ледник. Начало весны» (1929), «Табачный сарай» (1929), «Пальмы (бывший парк Н. Н. Смецкого)» (1929), «Горный пейзаж» (1931), «Солнечный пейзаж с крышей» (1931).
В 1934 году совместно с главным ветеринаром города, Владимиром Николаевичем Бренделем выстроил небольшой дом на берегу моря на окраине Сухуми, в Каштаке. Проект дома был выполнен художником Борисом Петровым. Их соседкой по участку была известная переводчица английского языка Валентина Ивановна Скультэ (1908—1985).
В 1935 году художники Н. Л. Невский, Осия Сегаль и В. Контарев, при поддержке Нестора Лакоба открывают в городе Сухуми художественную двухгодичную школу, которая в 1937 году реорганизуется в пятигодичное художественное училище.
В 1939 году организуется Абхазское отделение советских художников Грузии, а в 1941 году в помещении Государственного театра Абхазии была открыта Первая выставка картин художников Абхазии, в которой экспонировались работы и В. Контарева.
В 1940—1941 годах вёл переписку с искусствоведом Алексеем Сидоровым.
За своё белогвардейское прошлое в 1940-е годы был репрессирован, отпущен, а в 1951 году снова арестован за анекдот про Лаврентия Берия, рассказанный в кругу соседей, и впоследствии выслан в Рустави, находился в одном лагере с литературоведом Александром Цыбулевским (1928—1975). В лагере Контарев написал портрет Цыбульского, а тот, в свою очередь, дал Контареву прозвище «сухумский старик». В ноябре 1954 года был освобождён, реабилитирован и вернулся в Сухум, но стал с тех пор уже другим человеком.
В 1950-х годах они совместно с Е. Фишковым изобрели лечебный препарат на основе пчелиного яда «КФ-1» (Контарев/Фишков) — венапиолин. В клинике Медицинского института им. Н. И. Пирогова в 1957—1958 годы проводилось испытание действия препарата. За изобретение Езакиель Лазаревич был награжден Малым золотым патентом.
В 1957 году во время своего путешествия по Абхазии Контарева посетила искусствовед Татьяна Знамеровская. О своём визите она вспоминала так:
Пишет он теперь уже мало, а пьёт очень много, как пил и всю жизнь, не теряя ни сил, ни мужества. Будучи одинок, он развёл у себя в заросших грязью двух комнатах чёрных кошек...Комнаты полны всего, начиная с клавесина и кончая турьими рогами, которые он сам прекрасно отделывает в серебро. Он вообще мастер на все руки, все идут к нему за помощью, человек он щедрый, и никакой дряхлости нет ни в его атлетической фигуре, ни в мужественном, безбородом лице, ни в русых с проседью волосах; — Татьяна Знамеровская
Известны его работы, выполненные в 1937—1963 годы: «Горы на рассвете» (1937), «Развалины замка князя Шервашидзе» (1937), «Интерьер» (1938), «Сухум» (1939), «Закат в горном ущелье на перевале», «Горный пейзаж» (1950), «Санчарский перевал» (1963).
В 1966 году, за два года до смерти, Контарев дарит несколько пейзажей и свой графический автопортрет, написанный в 1927 году, музею-усадьбе художника Н. А. Ярошенко  в Кисловодске, о чём свидетельствует его автограф на рисунке.
Умер в Сухуме.
В своём рассказе «Морской скорпион» Фазиль Искандер изобразил Контарева в образе старика-художника с сумрачным лицом, по фамилии Сундарев.
Работы художника находятся в собраниях музеев России (среди них Раменский историко-художественный музей, РОСИЗО, Соликамский краеведческий музей) и в частных коллекциях. Живопись Контарева хранилась и в Абхазской государственной картинной галерее, однако после пожара в 2024 году, её дальнейшая судьба неизвестна.